# دوري إستونيا الممتاز 2015
دوري إستونيا الممتاز 2015 (بالإستونية: Meistriliiga 2015)‏ هو الموسم 25 من  دوري إستونيا الممتاز. أقيم خلال الفترة 6 مارس 2015 وحتى 7 نوفمبر 2015، وكان عدد الأندية المشاركة فيه  10، وفاز فيه نادي فلورا.